# Miyake Sekian

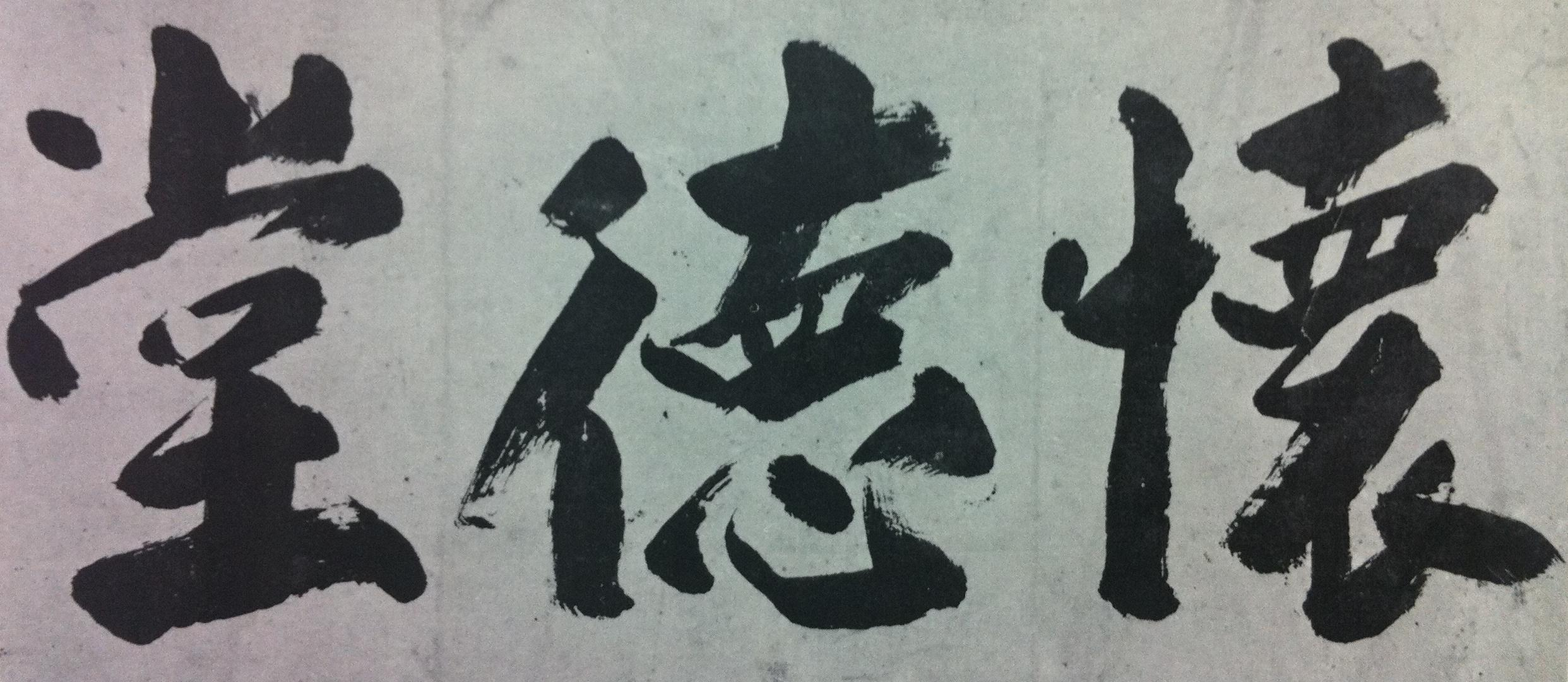
Kalligraphie von Miyake Sekian

Miyake Sekian (japanisch 三宅 石庵; geboren 5. März 1665 in Kyōto (Provinz Yamashiro); gestorben 29. August 1730) war ein japanischer konfuzianistischer Gelehrter in der mittleren Edo-Zeit.

## Leben und Wirken
Miyake Sekian führte den Vornamen Seimei (正名), sein Spitzname war Jippu (実父), gewöhnlich wurde Shinjirō (新次郎) genannt. Neben „Sekian“ führte er auch das „Gō“ „Mannen“ (万年). Er studierte mit seinem Bruder Kanran (1664–1718) bei dem Konfuzianisten Asami Kesai (浅見 絅斎; 1652–1717). Später reiste er zum Studieren nach Edo. Kanran trat in die Schule von Kinoshita Jun’an (1621–1699) ein, aber Sekian kehrte 1697 nach Kyōto zurück. Auf Einladung von Kimura Suki (木村 寸木) hielt er vier Jahre lang Vorträge am Kotohira-gū in der Provinz Sanuki.
Im Jahr 1701 ging Sekian nach Osaka und eröffnete eine Nachhilfeschule. Er hatte viele Anhänger und gründete 1713 mit Geldern seiner Schüler die Schule Tashōdō (多松堂) in Stadtteil Azuchi-chō (安土町) und hielt außerdem Vorlesungen auf der auf einer Ebene gelegenen Schule Gansuidō (含翠堂). Im Jahr 1726 wurde er als erster Oberhaupt der Schule Kaitokudō (懐徳堂) in Amasaki (尼崎) in der Provinz Settsu begrüßt, die zwei Jahre zuvor von seinem ältesten Schüler Nakai Shūan (中井 甃庵; 1693–1758) und fünf weiteren Schülern, alle wohlhabende Kaufleute, gegründet worden war.
Seine Studien führten zu einer aufklärerisch gestalteten Mischung aus Cheng-Zhu-Schule und Yangming-Schule (陽明学). Außerdem genoss er japanische Poesie und Haiku und trug den Haiku-Namen „Senseki“ (泉石). Sein Grab befindet sich am Tempel Shinkō-ji (神光寺) in der Stadt Yao.